# 畢軌
畢 軌（ひつ き、? - 249年2月9日（正始10年1月10日））は、中国後漢末期から三国時代の魏の政治家、軍人。字は昭先。父は畢子礼。兗州東平郡の人。

## 生涯
才能をもってして若くから名声があった。曹叡が皇太子の時に文学の役職に就き、黄初末年（226年頃）には地方の長吏（県令など）を務めた。曹叡が即位すると中央に戻って黄門侍郎となり、息子は魏の公主を娶り、家は富んだ。当時、何晏や鄧颺らと共に互いを称賛しあい名声を高めていたが、明帝はそれを「浮華」と蔑んで重用しなかった。この頃、宂従僕射であった畢軌は、「今の尚書僕射である王思より辛毗の方が忠誠と計略に優れている」として交代を上奏したが、劉放・孫資らの反対で採用されなかった。
并州刺史に移ると驕慢と評判が立った。この頃、并州では異民族が跋扈し人民に被害が出ていた。雁門太守の牽招は「地勢的に鮮卑らを追うことも奇襲も難しい。そこで雁門、新興の牙門将らを陘北に移して警備と屯田をさせ、兵糧がたまったら州郡の兵と合わせて討伐しよう」という計画を畢軌に語ったが、牽招の死によって果たせなかった。また并州刺史の頃、前漢の范明友に仕えたという齢350の鮮卑の奴隷を朝廷に送ったという。
青龍元年（233年）、魏についた鮮卑の歩度根が、反乱した鮮卑の軻比能と私通したことが発覚したため。畢軌は軍を動かして軻比能を威嚇し、歩度根を討伐したいと上表した。明帝は「軍隊で歩度根を刺激すれば完全に寝返ってしまう」と憂慮し、国境を越えて句注山（雁門郡陰館県）に立ち寄ってはならぬとの命令を出した。しかし、その詔が届く前に、畢軌は陰館まで進軍し、そこから部将の蘇尚、董弼を鮮卑の追撃に送っていた。楼煩県（雁門郡）で蘇尚らは鮮卑勢（軻比能の子が率いる千騎ほどが歩度根の部落民を迎えに来ていた）と遭遇し、会戦となって敗北した。その後、歩度根の部族民も軻比能と合流して反乱に加わり、周辺に被害を出したが、驍騎将軍・秦朗が率いる禁軍がそれらを鎮圧した。畢軌は秦朗を尊敬しており、彼が并州に立ち寄った際に車に乗せて屋敷まで招こうとしたが、并州別駕の李憙に固く諫められたため断念した。
畢軌はこの敗戦により他州に転任となっていた。しかし、蒋済が「畢軌は他州に遷りましたが、同様な失敗を繰り返す恐れがあります。一方で彼の文学的才能は素晴らしく、中央に呼び戻し、しかるべき官職に就ければ、名誉を保ち国家の利益にもなります」と上奏したため、正始年間（240～249年）に中護軍に任じられた。
畢軌は平素から曹爽と親しくよく進言を取り入れられ、そうした信任から侍中尚書、司隷校尉と昇進した。また曹芳が即位してからは、曹爽と司馬懿が政治を取り仕切っていたが、司馬懿の影響力を恐れた丁謐や畢軌は「司馬懿に権力を持たせるべきではない」と進言し、次第に政治の中心から遠ざけられていった。また曹爽の取り巻きらは廷尉の盧毓と平素から仲が悪かったため、彼の部下の些細な過失を畢軌が上奏して免官に追い込んだ。
正始十年（249年）、皇帝が曹爽らを連れて高平陵を詣でると、その隙をついて司馬懿がクーデターを起こした。曹爽らは一時自宅に軟禁となったが、宦官の張当による「曹爽らは謀反を計画している」という供述から曹爽兄弟、何晏、鄧颺、丁謐、畢軌、李勝、桓範、張当らは処刑され、三族皆殺しとなった。こうして畢軌の直系は途絶えたが、北斉の頃に畢義雲という同族がおり、歴代で兗州刺史を輩出する家系だったという。